# Michael Keane (Mathematiker)
Michael Sylvester Keane (* 1940) ist ein US-amerikanischer Mathematiker. Er war Professor an der Wesleyan University.

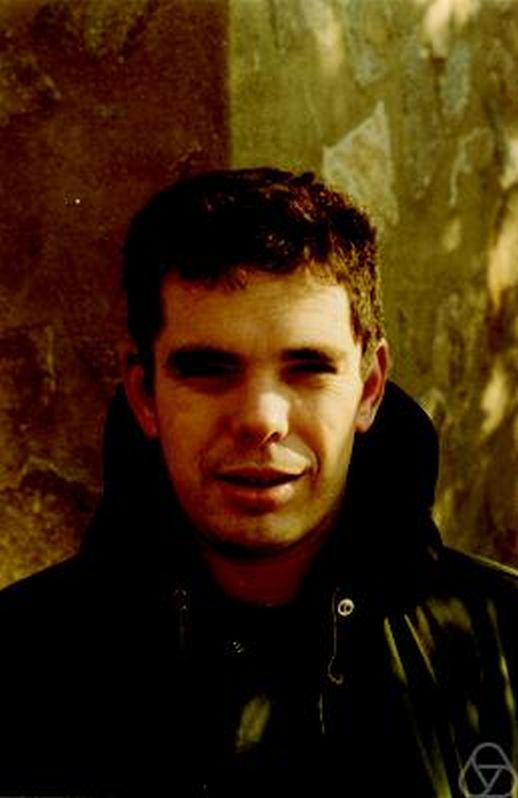
Michael Keane, Yale 1970

## Leben
Keane studierte an der University of Texas mit dem Bachelor-Abschluss, an der Universität Göttingen mit dem Diplom-Abschluss in Mathematik und wurde 1967 an der Universität Erlangen-Nürnberg bei Konrad Jacobs promoviert (Morse-Folgen mit vorgegebenem rationalem Spektrum). Er lehrte an verschiedenen niederländischen Universitäten wie der TU Delft und an der Universität Rennes und war zuletzt Professor an der Wesleyan University.
Keane befasst sich mit mathematischer Physik, Operatoralgebren, Wahrscheinlichkeitstheorie und topologischer Dynamik.

## Schriften
- Herausgeber mit Tim Bedford, Caroline Series: Ergodic theory, symbolic dynamics, and hyperbolic spaces, Oxford University Press 1991
- Geodätische Strömungen, in Selecta Mathematica, Band 5, Springer Verlag 1979
- mit Yves Guivarch, Bernard Roynette: Marches aléatoires sur les groupes de Lie, Springer 1977